# John Bardeen
John Bardeen (Madison, Wisconsin, 23. svibnja 1908. - Boston, Massachusetts, 30. siječnja 1991.), američki fizičar. Od 1951. do 1975. profesor na Sveučilištu Illinois. S Williamom Bradfordom Shockleyem i Walterom Houserom Brattainom dobio 1956. Nobelovu nagradu za fiziku za istraživanja poluvodiča i otkriće tranzistora. Godine 1972. podijelio Nobelovu nagradu za fiziku s Leonom Neilom Cooperom i Johnom Robertom Schriefferom za teoriju o supravodljivosti (BCS-teorija). Za sada je Bardeen jedini dobitnik dviju Nobelovih nagrada za isto znanstveno područje.

## Životopis
John Bardeen je diplomirao i magistrirao elektrotehniku na Sveučilištu Wisconsin–Madison, a doktorat iz polja matematičke fizike je primio na Sveučilištu Princeton. Radio je u više ustanova, a nakon rata 1945. pridružuje se Bell Telephone laboratorijima u Murray Hill, N.J, gdje zajedno s Brattainom i Shockleyem izvodi istraživanja o svojstvima vodljivosti elektrona u supravodičima i o supravodljivosti samoj. Nekoliko dana prije Božića, 23. prosinca, 1947. otkrili su tranzistor koji je, kao što je dobro poznato, pokrenuo pravu tehnološku revoluciju.
Ranih 50-ih godina prošlog stoljeća, Bardeen nastavlja istraživanja o supravodljivosti koje je započeo još 1930. i za svoja teoretska objašnjenja pojave supravodljivosti prima svoju drugu Nobelovu nagradu. Teorija koju je uspješno plasirao sa svojim kolegama, danas je poznata kao BCS-teorija, a slova BCS dolaze kao inicijali Barddena, Coopera i Schrieffera. Svoj je rad nastavio i dalje - posvećujući se u prvom redu supravodičima. Na Sveučilištu Illinois je radio kao profesor elektrotehnike od 1951. do 1975. godine. Tamo mu je asistent bio hrvatski katolički svećenik i matematičar Mijo Bobetić.
Genij Bardeen je preminuo 30. siječnja, 1991. godine. Po prirodi je bio miran i tih čovjek, ali je njegova briljantnost ostala i nakon njega.

### Tranzistor
Tranzistor (engl. transistor, od trans[fer] [res]istor: prijenosni otpornik) je aktivni poluvodički element s trima elektrodama. Razlikuju se bipolarni i unipolarni tranzistori. Promjenom ulazne struje bipolarnoga tranzistora ili ulaznoga napona unipolarnoga tranzistora upravlja se strujom u izlaznom krugu. U analognim sklopovima tranzistori se primjenjuju ponajprije za pojačanje signala, a u digitalnim sklopovima kao upravljane sklopke. Naziv tranzistor potječe iz 1947., kada su američki istraživači John Bardeen, Walter Houser Brattain i William Bradford Shockley konstruirali prvi germanijski bipolarni tranzistor.

#### Bipolarni tranzistor
Bipolarni tranzistor sastoji se od triju slojeva poluvodiča, s kontaktima emitera (E), baze (B) i kolektora (C). Postoje NPN tranzistori i PNP tranzistori (poluvodiči). Kod NPN tranzistora baza P tipa poluvodiča napravljena je između emitera i kolektora koji su N tipa, dok su kod PNP tranzistora slojevi emitera, baze i kolektora suprotnoga tipa. U radu bipolarnoga tranzistora sudjeluju oba tipa nosilaca. U normalnom aktivnom području rada tranzistora emiter injektira nosioce u bazu. Manji dio nosilaca gubi se (rekombinira) u uskoj bazi, čineći malu struju baze, a veći dio prolazi kroz bazu u kolektor, uzrokujući struju kolektora. Kod NPN tranzistora osnovnu struju čine elektroni, a kod PNP tranzistora šupljine. Struje emitera, baze i kolektora međusobno su proporcionalne. U najčešće korištenom spoju zajedničkog emitera mala promjena ulazne struje baze uzrokuje veliku promjenu izlazne struje kolektora, čime se ostvaruje pojačavajuće djelovanje tranzistora u pojačanju signala. Bipolarni tranzistor upotrebljava se i kao sklopka. Ovisno o ulaznoj struji baze, tranzistor se prebacuje iz područja zapiranja u područje zasićenja i obratno; u području zapiranja radi kao isključena sklopka uz zanemarive struje, a u području zasićenja kao uključena sklopka uz mali pad napona između kolektora i emitera.

#### Unipolarni tranzistor
Unipolarni tranzistor označava se kraticom FET (engl. Field Effect Transistor: tranzistor upravljan poljem). FET ima tri osnovne elektrode: uvod (S), upravljačku elektrodu (G) i odvod (D). Naponom priključenim između uvoda i upravljačke elektrode modulira se poluvodički otpor (nazvan kanal) između uvoda i odvoda, čime se upravlja strujom odvoda. Ovisno o tipu poluvodiča u kanalu razlikuju se n-kanalni i p-kanalni FET-ovi. Rad FET-ova određuje tok samo jednoga tipa nosilaca – elektrona kod n-kanalnih i FET-ova šupljina kod p-kanalnih. Upravljačka elektroda električki je izolirana od kanala te se FET-ovi odlikuju velikim ulaznim otporom. Ovisno o konstrukciji rabi se više tipova FET-ova. Kod JFET-a (engl. Junction FET: spojni FET) kanal i upravljačka elektroda čine zaporno polarizirani pn-spoj, a kod MESFET-a (engl. Metal-Semiconductor FET: metalni poluvodički FET) zaporno polarizirani pn-spoj zamijenjen je zaporno polariziranim spojem metal-poluvodič. Kod MOSFET-a (engl. Metal-Oxide-Semiconductor FET: metalnooksidni poluvodički FET) metalna ili polisilicijska upravljačka elektroda izolirana je od kanala tankim slojem silicijeva dioksida (SiO2). MOSFET ima četvrtu elektrodu, podlogu (B), koja se najčešće spaja s uvodom. Posebna vrsta FET-ova je HEMT (engl. High Electron Mobility Transistor: tranzistor s visokom pokretljivosti elektrona). Poput bipolarnoga tranzistora, FET-ovi se rabe kao pojačavajući elementi ili kao naponom upravljane sklopke.
Bipolarni tranzistori strujno su upravljani elementi, a FET-ovi naponski upravljivi. Bipolarni tranzistori imaju veću strminu, pa su pojačanja pojačala realiziranih s bipolarnim tranzistorima veća od pojačanja pojačala s FET-ovima. Uz to su bipolarni tranzistori brži i uz iste dimenzije daju jaču struju od FET-ova. Bipolarni se tranzistori mogu upravljati svjetlosnim snopom, što se primjenjuje u izvedbi fototranzistora (fotomultiplikator), elemenata za pretvorbu svjetlosnoga signala u optički. Glavna je prednost FET-ova velik ulazni otpor. Temperaturni je koeficijent izlazne struje FET-ova negativan, a bipolarnih tranzistora pozitivan, pa su FET-ovi pogodniji tranzistori za konstrukciju pojačala snage.
Osnovni poluvodički materijal za realizaciju bipolarnih tranzistora, JFET-ova i MOSFET-ova, i dalje je silicij. U nekim se izvedbama bipolarnih tranzistora i MOSFET-ova silicij kombinira s germanijem (silicijsko-germanijski tranzistori, SiGe), ponajprije radi povećanja brzine rada. Većom brzinom rada odlikuju se tranzistori koji se kao poluvodičkim materijalom koriste galijevim arsenidom (GaAs). Od galijeva arsenida izrađuju se MESFET-ovi, a od kombinacije galijeva arsenida i aluminij-galijeva arsenida (AlGaAs) proizvode se heterospojni bipolarni tranzistori (HBT-ovi – od engl. Heterojunction Bipolar Transistor) i HEMT-ovi. Naziv HBT upotrebljava se i za silicijsko-germanijske bipolarne tranzistore.
Zahvaljujući dobrim svojstvima poput velike brzine rada, male potrošnje, velike pouzdanosti i male cijene, tranzistori su osnovni elementi elektroničkih sklopova različitih funkcija poput pojačala, stabilizatora, modulatora, generatora signala, digitalnih logičkih sklopova, poluvodičkih memorija i slično. Kao diskretne komponente u zasebnim kućištima, tranzistori se proizvode za različite namjene. Uz tranzistore opće namjene, s ujednačenim karakteristikama, izrađuju se tranzistori s optimiranim karakteristikama za pojedine primjene, na primjer visokofrekvencijski tranzistori, tranzistorske sklopke, visokonaponski tranzistori i tranzistori snage.
U većoj mjeri tranzistori se rabe kao dio integriranih sklopova u kojima se u istoj, najčešće silicijskoj, pločici integrira velik broj tranzistora i ostalih elemenata (dioda, otpornika, kondenzatora). Analogni integrirani sklopovi poput operacijskih pojačala i stabilizatora temelje se pretežno na primjeni bipolarnih tranzistora. Ulazni tranzistori integriranih operacijskih pojačala često su JFET-ovi, koji osiguravaju veliki ulazni otpor pojačala. Većina digitalnih integriranih sklopova izvodi se u komplementarnoj MOS-tehnici (CMOS), u kojoj se upotrebljavaju komplementarni parovi n-kanalnih i p-kanalnih MOSFET-ova. Zahvaljujući jednostavnosti i malim dimenzijama MOSFET-ova te maloj potrošnji, u komplementarnoj MOS-tehnici realiziraju se integrirani sklopovi velike složenosti poput mikroprocesora i memorijskih sklopova s više od 109 tranzistora. Često se u komplementarnoj MOS-tehnici u istom integriranom sklopu uz digitalne funkcije izvode i analogne. Optimalna svojstva složenih integriranih sklopova postižu se kombinacijom MOSFET-a i bipolarnih tranzistora u BiCMOS-tehnici (naziv BiCMOS upućuje na istodobno korištenje bipolarnih komplementarnih MOS-tranzistora na istoj silicijskoj pločici). Najbrži su integrirani sklopovi od galijeva arsenida temeljeni na primjeni MESFET-ova i HEMT-ova. Takvi se sklopovi najčešće rabe u visokofrekvencijskim komunikacijskim uređajima, na primjer u mobilnoj telefoniji.

### Supravodljivost
Supravodljivost je stanje pojedinih tvari koje se na niskim temperaturama očituje u nestanku njihova električnoga otpora, prolasku električne struje kroz tanku izolatorsku barijeru unutar njih bez električnoga otpora (Josephsonov učinak - Brian Josephson) i lebdenju magneta iznad njihove površine (Meissnerov učinak - Walther Meissner). Supravodǉivost je kvantnomehanička pojava i ne može se objasniti klasičnom fizikom. Tipično nastaje u nekim materijalima na jako niskim temperaturama (nižim od -200 °C).

#### BCS-teorija
BCS-teorija ili Bardeen-Cooper-Schriefferova teorija je prva mikroskopska teorija supravodljivosti (1957.). Polazi od pretpostavke da na vrlo niskim temperaturama u kristalnoj rešetki supravodiča privlačno međudjelovanje elektron–rešetka–elektron nadjačava odbojnu električnu silu među elektronima, tj. da elektroni pri prolasku kroz rešetku privlače njezine ione, što rezultira povećanjem gustoće pozitivnog naboja u tom području i, dok se rešetka ne vrati u ravnotežno stanje, privlači druge elektrone. U takvim uvjetima elektroni kojima su spinovi i količine gibanje suprotni gibaju se u parovima (Cooperovi parovi), a svaki par elektrona na međusobnoj udaljenosti od približno 100 nm giba se kroz kristalnu rešetku bez gubitka energije i može tunelirati kroz izolatorsku barijeru. Porastom temperature atomi rešetke sve jače titraju, iznad kritične temperature razdvajaju elektronske parove, elektroni se više ne mogu gibati bez gubitaka i pojavljuje se električni otpor. Za razvoj BCS-teorije John Bardeen, Leon Neil Cooper i John Robert Schrieffer dobili su Nobelovu nagradu za fiziku 1972.

### Članci
- Stipčević-Despotović, Anđelka. 1989. Božić, Josip Dobroslav. Hrvatski biografski leksikon. Zagreb.  journal zahtijeva |journal= (pomoć)